# Michael Maccoby
Michael Maccoby (* 5. März 1933 in Mount Vernon (New York); † 5. November 2022 in Washington DC) war ein US-amerikanischer Psychoanalytiker, Sozialforscher und Führungsberater.
Maccoby galt als ein weltweit geschätzter Experte für Führungskräfte (Leadership). Über 40 Jahre lang arbeitete er als Berater für Organisationen, Gewerkschaften und staatlichen Einrichtungen der USA. Dabei arbeitete er in insgesamt etwa 36 Ländern in Amerika, Europa, Afrika und dem nahen Osten. Maccoby wurde durch seine Tätigkeiten zur Verbesserung der Arbeitswelt und durch seine Veröffentlichungen international bekannt.

## Leben
Maccoby kam 1933 als Kind einer Hausfrau und eines Reformrabbis zur Welt. Seine Mutter stammte aus Oregon und arbeitete später als Lehrkraft an einer Schule; sein Vater stammte aus London und war der siebte und letzte einer Reihe von Rabbinern. Er hatte noch zwei weitere jüngere Geschwister.
Im Jahr 1954 erreichte er an der Harvard University den Bachelor of Arts (magna cum laude) in Sozialpsychologie.
1954–55 war er am New College in Oxford und studierte dort Philosophie.
In Harvard schloss er 1960 am interdisziplinären Department of Social Relations seine Dissertation im Bereich Social Relations ab.
Seine Ausbildung zum Psychoanalytiker absolvierte er 1964 am mexikanischen Institut für Psychoanalyse. Als Analytiker praktizierte er von 1962 bis 1988.
1959 heiratete Maccoby seine Partnerin Sandylee Weille. Aus der Ehe gingen vier Kinder hervor: Anne Maccoby Berglof, Izette Folger, Nora Maccoby Hathaway und Max Maccoby. Michael Maccobys Enkelkinder sind Alexandra Berglof, Nick Folger, Camilla Folger, Katerina Berglof, William Hathaway, Ida B. Maccoby und Martin Maccoby.

## Werk und Wirkung

### Zusammenarbeit mit Erich Fromm
Gegen Ende seiner Dissertation in Harvard wurde Maccoby auf Empfehlung von David Riesman mit Erich Fromm bekannt gemacht. Letzterer suchte für seine empirische Studie Der Gesellschaftscharakter eines mexikanischen Dorfes einen Psychologen, der sich mit Statistik und projektiven Tests auskannte. Seine Ausbildung als Psychoanalytiker in Mexiko und bei Fromm begann auch in dieser Zeit. Die Studie in Mexiko war ein empirischer Nachweis der Theorie des Gesellschaftscharakters.
Fromm und Maccoby engagierten sich unter anderem auch:
- Gegen die Gefahren eines Atomkrieges und in einer Debatte über Herman Kahns On Thermonuclear War
- In der Anti-Vietnamkriegsbewegung
- Unterstützung der Präsidentschaftskandidatur Eugene McCarthys (nicht zu verwechseln mit dem Namensgeber der McCarthy-Ära; u. a. Schrift Die Revolution der Hoffnung)
- Kontakt mit der jugoslawischen Praxis-Gruppe mit Treffen und Vorträgen

Der Hauptteil der Zusammenarbeit zwischen Fromm und Maccoby fand zwischen 1960 und 1970 statt und war seiner Überzeugung nach sehr anregend:

„Die Zusammenarbeit mit Fromm konnte schwierig, aber auch äußerst erfreulich sein. Und selbst wenn sie schwierig war, war sie dennoch anregend. Niemals zuvor hatte ein Professor meine Entwürfe derart zerpflückt und mich gezwungen, meine Gedanken zu klären und meinen Argumenten einen logisch sauberen Ausdruck zu verleihen. Er war unnachsichtig, wenn andere Meinungen nicht begründet waren. Auf der anderen Seite war er bei unseren gemeinsamen Veröffentlichungen für meine Vorstellungen und kritischen Einwendungen offen.“

Ein weiteres Zitat beschreibt nochmals die Zusammenarbeit der beiden:

„Einer der denkwürdigsten Tage in meinem Leben war, als Fromm mich bat, das Manuskript von Anatomie der menschlichen Destruktivität [...] kritisch zu lesen und ihn dann in seiner New Yorker Wohnung zu treffen. Wir sprachen und diskutierten von elf Uhr vormittags bis elf Uhr nachts und unterbrachen nur, um aufs Klo zu gehen. Essen und Trinken brachte seine Frau Annis herein. Was für eine Intensität und Konzentration! Doch selbst nachts um elf Uhr war keiner von uns beiden irgendwie müde. Wir waren bei der gemeinsamen intellektuellen Reise völlig wach geworden und voller Begeisterung.“

Da der Therapiestil Fromms auch vom Zen-Buddhismus beeinflusst war, versuchte Maccoby ebenso täglich zu meditieren. Maccoby schätzte auch die gemeinsame Vorliebe für Humor und Witze.

### The Gamesman
Sein Buch The Gamesman aus dem Jahre 1976 wurde ein Bestseller. Die deutsche Übersetzung heißt Gewinner um jeden Preis – Der neue Führungstyp in den Großunternehmen der Zukunftstechnologie und erschien 1977 im Rowohlt-Verlag. In diesem Buch beschäftigte er sich mit den neuen Unternehmern und Managern der damaligen High-Tech-Industrie. Nach eingehenden Untersuchungen von 250 Managern und Ingenieuren teilte er die Persönlichkeitsstruktur von Führungskräften in vier Idealtypen ein:
- Der Fachmann (Craftsman)
- Der Dschungelkämpfer (Jungle Fighter)
- Der Firmenmensch (Company Man)
- Der Spielemacher (Gamesman)

Maccobys Buch fand auch Erwähnung in Haben oder Sein von Erich Fromm bei der Beschreibung des Marketing-Charakters und des kybernetischen Menschen mit seiner vorherrschenden „rein verstandesmäßigen Ebene und der Unterentwicklung des emotionalen Bereichs“.
Nach diesem Buch folgten noch viele weitere Veröffentlichungen um diese Themenkomplexe.

### Weiteres
- 2007 wurde Maccoby mit dem Nordstern-Orden (Kommandeursklasse) von König Carl XVI. Gustaf von Schweden für seine Arbeit ausgezeichnet.[2]

## Veröffentlichungen (Auswahl)
- Zusammen mit Erich Fromm 1970: Social Charakter in a Mexican Village. Englewood Cliffs.
  - Deutsch: Der Gesellschafts-Charakter eines mexikanischen Dorfes. Psychoanalytische Charakterologie in Theorie und Praxis. (1970), in: Erich-Fromm-Gesamtausgabe, Band III. bzw. eigenständig als Buch mit ISBN 978-3-8379-2866-2 im Psychosozial-Verlag.
- Michael Maccoby 1976: The Gamesman: The New Corporate Leaders.
  - Deutsch: Gewinner um jeden Preis – Der neue Führungstyp in den Großunternehmen der Zukunftstechnologie. 1977, Rowohlt-Verlag.